# ホーム・アローン4
『ホーム・アローン4』（ホーム・アローンフォー、Home Alone 4）は、20世紀フォックステレビジョンが製作し、2002年11月3日にアメリカのABCテレビネットワークで放送されたテレビ映画で『ホーム・アローン』『ホーム・アローン2』の続編である。前作『ホーム・アローン3』とは関連性はない。
『ホーム・アローン2』から10年の月日が経過した関係もあり、主演は1と2のマコーレー・カルキンではなく、マイク・ワインバーグである。

## ストーリー
クリスマスが間近に迫るが、ケビンの両親は離婚しており、これまでと違い父親のいないクリスマスを送ることになる。更に兄と姉にいじめられ、そして、暖冬で雪が降る気配もないという。「これまでで最低なクリスマスだ」と業を煮やしたケビンは、母・ケイトに内緒で父・ピーターの元へ逃げ出す。ピーターは再婚を決めた新しい恋人のナタリーと共に彼女の豪邸に暮らしており、その家にはリモコンで音声操作できる家具や大画面テレビ、巨大浴室などの豪華設備が勢揃い。ナタリーと家政婦のモリーはケビンを温かく迎え入れるが、執事のプレスコットは彼を冷たくあしらう。
翌日、ピーターとナタリーが外出中に2人組の強盗が家を訪れる――かつて2度懲らしめたはずのマーブと、新しい相棒で妻のベラだった。彼らはこの家で開かれるパーティーに招待されたロイヤルファミリーの王子を誘拐する計画で、下見として忍び込んだのである。ケビンは彼らを捕まえようと浴室へおびき寄せるが、彼らがもがく内に水道を壊し、家中が水浸しになってしまう。プレスコットに内線電話で助けを求めるが、応答はなく、その間に2人組は逃げて行く。家を荒らしたことでケビンはピーターとナタリーに咎められるが、無実を証明すべくプレスコットが管理している監視カメラの映像を確認すると、強盗が写っている部分だけ映像が途切れている。更に、強盗は音声操作用のリモコンを持って部屋のドアを操作していたため、彼が共犯ではないかと踏む。その日の晩、ケイトはナタリーに会いにやってくるが、打ち解けるには至らない。
遂にパーティーの日となる。ところがロイヤルファミリーは大雪で来られなくなり、何としても普段とは違う特別なパーティーにしたいと考えたケイトは、そこで再婚を発表することにする。朝からパーティーの準備が進む中、ケビンはプレスコットが準備の職員としてマーブとベラを家に入れるのを見つける。ケビンはプレスコットを冷凍庫に閉じ込め、再び彼らを捕まえようとするが、パーティーを滅茶苦茶にしてしまい、とうとうナタリーの逆鱗に触れる。ピーターとナタリーは、家をメチャクチャにするのはピーターをマカリスター家に戻すためと考え、ケビンを強く咎める。納得がいかないケビンは、翌日に向け、家のハイテク設備を活かして強盗を捕まえる仕掛けを造る。
次の日、ピーターとナタリーが一日遅れで到着するロイヤルファミリーを空港へ迎えに行く間、2人組が王子を誘拐するべく再び家にやってくる。ケビンは2人組が家に入る前にプレスコットをワインセラーに閉じ込めることに成功。それをモリーに伝えに行くが、真の共犯者はモリーであること、そして彼女はマーブの母親であることが明かされ、プレスコットは全く関係ないことが判明する。モリーによってプレスコットと同じ場所に閉じ込められたケビンが彼と話をすると、内線に応答しなかったのは昼寝をしていたからであることが分かる。うるさくこき使うナタリーにそのことがバレないよう、全てケビンのせいにしていたのだ。
ケビンはプレスコットの携帯電話で家に電話をかけるが、地下で電波が悪く、内容が伝わらない。心配したケイトがモリーに電話をかけると、「ピーターの携帯電話からかけたのではないか」と返される。更にピーターへも電話をかけるが、やはり望んだ答えは返ってこない。それによりケビンの身を案じたピーターはナタリーを空港に残して引き返し、ケイトも子供を連れてナタリーの家へ向かう。その最中、ケビンは意気投合したプレスコットの手を借りて食品用リフトでワインセラーから脱出し、仕掛けを次々と発動させる。エレベーターのかごをモーターにくくりつけてモリーを閉じ込め、録音装置やリフト、音声操作の家具を使ってマーブとベラを翻弄する。
2人を追い詰めたところで、ケイト、ケビンの兄と姉、そしてピーターが到着する。逃げだそうとした2人は最後にケビンの兄と姉によって逃げ場を失い、後を追って脱出したプレスコットが呼んだ警察に逮捕される。事実を目の当たりにしたピーターはケビンをかばい、家族というものに対する考え方が合わないナタリーを捨て、再びケイトの元に戻ることを彼女に告げる。ロイヤルファミリーは誘拐を阻止したケビンを賞賛し、クリスマスはマカリスター家と共に過ごすことを決意する。一家集合したところでプレスコットの音声操作によりクリスマスソングがかかり、ケビンも「雪よ降れ」と言って雪が降り出し、それを見たマカリスター家とプレスコット、そしてロイヤルファミリーが抱き合うところでラストとなる。

## キャスト
ケビン・マカリスター
演 - マイク・ワインバーグ、日本語吹替 - 常盤祐貴
本作の主人公。ひどいクリスマスに業を煮やしてピーターの元へ逃げるが、そこで因縁の宿敵マーブと再会し、再び捕らえようとする。
マーブ・マーチャント
演 - フレンチ・スチュワート、日本語吹替 - 落合弘治
強盗。『ホーム・アローン2』まで手を組んでいたハリーとは縁を切り、獄中結婚したベラと手を組みナタリーの家に忍び込む。本作で目的はロイヤルファミリーの王子を誘拐すること。今作では自ら下調べするなど計画を練っており、容姿も元相方のハリーに似ている。一方で相変わらず抜けている。作中で、元々は歯科技工士になりたいという夢があったと語っており、泥棒になったことでその夢が叶わなかったことを悔やんでいる。
ベラ
演 - ミッシー・パイル
強盗。マーブの妻で、彼と共に誘拐計画を遂行しようとする。
ピーター・マカリスター
演 - ジェイソン・ベギー、日本語吹替 - 原康義
ケビンの父。元妻のケイトと離婚して僅か8ヶ月でナタリーとの再婚を決めるが、家族に対する考え方に変わりはない。
ケイト・マカリスター
演 - クレア・ケアリー、日本語吹替 - 日下由美
ケビンの母。離婚してもなおピーターを気にかけるが、ナタリーとの完全な和解には至らなかった。
バズ・マカリスター
演 - ギデオン・ジェイコブズ
ケビンの兄。留守番を任されケビンと家で二人きりになったが、そこで家事をするケビンをいじめる。
ミーガン・マカリスター
演 - チェルシー・ルッソ
ケビンの姉。本作ではバズ同様にケビンを見下している。
ナタリー
演 - ジョアンナ・ゴーイング、日本語吹替 - 引田有美
ピーターの恋人で、再婚相手。豪邸に暮らし、幅広い人脈を持つ。「子供が好き」と自称するが、ピーターと違い、華やかさを幸せと考えている向きがある。
プレスコット
演 - エリック・アヴァリ、日本語吹替 - 小林勝彦
ナタリーの執事。家の管理を任されているが、何かにつけてうるさくこき使うナタリーに辟易していたせいで執事の仕事をつまらないものと考え、ケビンにも無愛想に接する。実はよく居眠りしていたらしいがそのことを隠すことが原因で共犯者と勘違いされ、一度、ケビンの罠にかかるが、和解・共闘してマーブとベラの逮捕に導くなど過去作のマーリーや鳩おばさんと似た立ち位置である。
モリー
演 - バーバラ・バブコック
ナタリーの家政婦。ハイテク機器を使いこなして家の掃除をし、ケビンにも優しく接するが、実はマーブとベラによる誘拐計画を行うために家政婦となったスパイであり、マーブの共犯者で彼の母でもある。ケビン達を閉じ込めるも二人を逃がしてしまい、更に逆に罠に閉じ込められ、プレスコットに撃退された。
王
演 - アンドレ・ルースマン
王妃
演 - リサ・キング
王子
演 - クレイグ・ゲルデンハイス
ナタリーに招待されたロイヤルファミリー一家。

## スタッフ
- 監督：ロッド・ダニエル
- 脚本：ジョン・ヒューズ、デブラ・フランク、スティーブ・ヘイズ
- 字幕翻訳：神代知子
- 製作：ミッチ・エンゲル
- 製作総指揮：リサ・デンバーグ、デヴィッド・マッデン
- キャラクター創造：ジョン・ヒューズ
- 撮影：ピーター・ベニソン